# European Venus Explorer
European Venus Explorer (EVE), conegut fins al 2007 com a Venus Entry Probe (VEP), és un projecte de sonda espacial de l'Agència Espacial Europea (ESA). El seu principal objectiu és l'estudi de l'atmosfera de Venus, mitjançant l'enviament d'un globus sonda i de diverses micro-sondes d'aterratge. Estava previst que fos llançada en un coet Soiuz-Fregat 2-1b des de Kourou el novembre de 2013. No obstant això, les presentacions d'actuació en l'estudi de 2007 i 2010 han estat rebutjades.

## Objectius
La missió de VEP és l'estudi de l'atmosfera de Venus, que en molts aspectes s'assembla a la Terra. Per tant, una millor comprensió del seu ambient també fa comprendre millor la Terra. Venus és l'escenari d'un dels principals efectes hivernacles en el sistema solar, aquest planeta es pot utilitzar per validar els diferents models climàtics, en particular en l'escalfament global, terrestres.
Els aspectes principals del VEP que té com a objectiu respondre estan relacionats amb l'origen i la història de l'evolució de l'atmosfera de Venus, la composició química i física de les capes baixes de l'atmosfera, la composició i la química de les partícules components de les capes de núvols i d'una manera més àmplia, la dinàmica atmosfèrica de Venus.

## Composició
Venus Entry Probe estarà composta de dos satèl·lits, Venus Polar Orbiter i Venus Elliptical Orbiter, que examinaran Venus des d'òrbites diferents.

### Venus Polar Orbiter
Venus Polar Orbiter (VPO) estarà dedicada a l'estudi de l'atmosfera de Venus.
Instruments: Integrat en el mateix bloc, els instruments del VPO es comprenen:
- espectròmetre submil·limètric[5]
- espectròmetre oficiant en visible i prop d'infraroig
- espectròmetre ultraviolat
- espectròmetre per transformada de Fourier[6]
- càmera fotogràfica operant en ultraviolat, el visible i l'infraroig proper

### Venus Elliptical Orbiter
Venus Elliptical Orbiter (VEO) estarà dedicada a l'estudi del sòl i el sub-sòl del planeta, però servirà igualment d'enllaç de telecomunicacions així com de suport per al globus sonda (anomenat Venus Aerobot).